# 아디다스 탱고 에스파냐

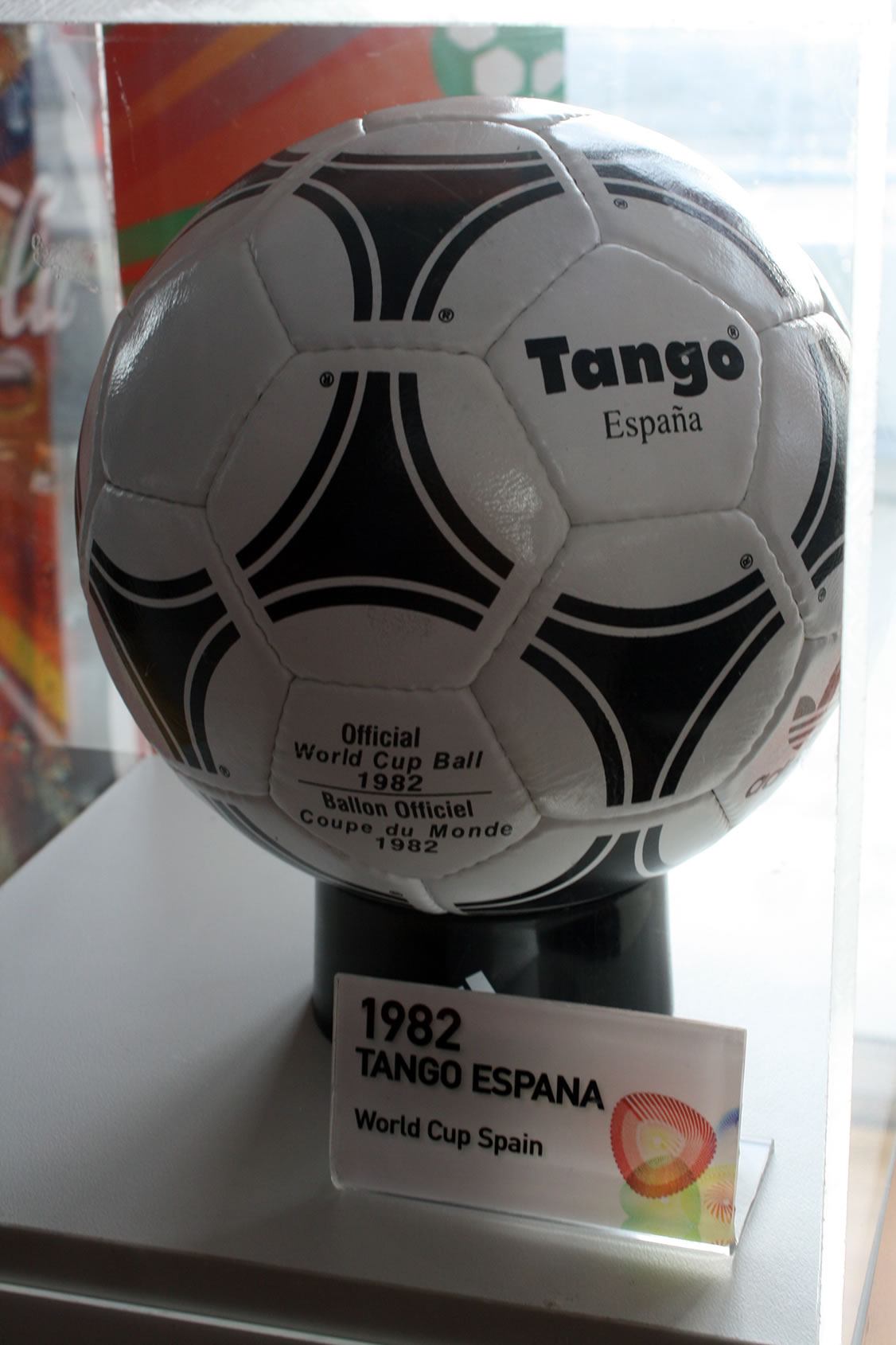
탱고 에스파냐

탱고 에스파냐(Tango España)는 스페인이 개최한 1982년 FIFA 월드컵의 공식 경기구로, 아디다스가 제작하였다.
월드컵 공식 경기구로는 최초로 방수 가죽을 사용했으며, 가죽으로만 만든 이전까지의 공식 경기구와는 달리 가죽과 폴리우레탄을 섞어서 만들었다.

## 같이 보기
- FIFA 월드컵 공식 경기구